# Leptobrachium buchardi
Leptobrachium buchardi е вид земноводно от семейство Megophryidae.

## Разпространение
Видът е разпространен в Лаос.